# 말로역
말로역(Bahnhof Mahlow)은 브란덴부르크주 텔토플레밍군 블랑켄펠데말로에 있는 철도역이다.

## 역사
베를린-드레스덴선 개통 당시에 개업했다. 1939년 5월 15일부터 베를린 S반 전동차가 말로역까지 운행했고, 1940년 4월에 랑스도르프까지 연장되었다. 제2차 세계 대전 당시인 1943년 폭격으로 역사가 크게 손상되었다.
베를린 장벽 건설로 인하여 북쪽으로의 S반 운행이 차단되었다. 랑스도르프 방면 셔틀 열차 운행은 1961년 9월에 중단되었고 랑스도르프-뷘스도르프 구간을 운행했던 열차가 말로로 연장되었다. 1963년 5월부터는 외곽순환선을 통해서 쇠네펠트역 방면으로 운행했다. 말로역 방면으로 열차를 계속 운행하기 위해서 다음 역인 블랑켄펠데역을 잇는 셔틀 열차가 투입되었고 별도의 승강장이 건설되었다. 운행 초기에는 V 15형 디젤 기관차와 제어 객차가 사용되었고, 기관차의 파란색 도색 때문에 당시 방영되었던 《Zum Blauen Bock》라는 TV 프로그램에서 따 온 Blauer Bock라는 별명이 붙었다.
독일의 재통일 이후 서베를린의 S반과 다시 연결되었다. 1985년에 드레스덴선이 교류로 전철화되었기 때문에 S반 노선과 다시 연결하려면 별도의 선로를 건설해야 했다. 따라서 S반 운행은 블랑켄펠데역까지만 복구되었고, 블랑켄펠데역에서 지역간 열차로 환승할 수 있었다. 1991년 9월 16일에 셔틀 열차 운행이 중단되었고 S반 전동차 운행이 가능하도록 개수되었다. 1992년 8월 31일에 블랑켄펠데-말로-리히텐라데 구간의 S반 운행이 복구되었다.
ZAT 도입 이후에도 역 승강장에서 출발 통제가 이루어진다. 2018년 3월 26일부터 전자식 신호소에 연결되었다.
선하역사로 건설된 역 대합실은 선로 동쪽에 있다. 베를린 장벽 건설 직전인 1961년에 건설되었다. 승강장은 1면 2선식이며, 리히텐라데-블랑켄펠데 구간이 단선이기 때문에 교행 기능이 부여되어 있다. S반 승강장과 대합실 사이에는 장거리선 선로 부지가 있으며, 대합실 북쪽에는 화물 적재소가 있다. 프로이센 왕립 군용철도 건물은 선로 서쪽에 있었고, 현재는 거주용 건물로 사용 중이다.

## 인접 정차역
텔토플레밍군 버스와 환승할 수 있다. 
| 베를린 S반                           | 베를린 S반 | 베를린 S반      |
| ------------------------------------ | ---------- | --------------- |
| 리히텐라데 베르나우 바이 베를린 방면 | S2         | 블랑켄펠데 방면 |